# Вагинальная перегородка
Вагинальная перегородка (англ. Vaginal septum) — вагинальная аномалия, которая представляет собой перегородку во влагалище; такая перегородка может быть как продольной, так и поперечной. У некоторых поражённых женщин перегородка частичная или не выходит за пределы длины или ширины влагалища. Боль во время полового акта может быть симптомом. Продольная перегородка влагалища развивается в эмбриогенезе при неполном сращении нижних отделов двух мюллеровых протоков. В результате может показаться, что во влагалище есть два отверстия. Могут быть связанные дупликации более краниальных частей производных Мюллера, двойная шейка матки и либо маточная перегородка, либо матка дидельфис (двойная матка). Поперечная перегородка формируется во время эмбриогенеза, когда мюллеровы протоки не сливаются с мочеполовым синусом. Полная поперечная перегородка может располагаться во влагалище на разных уровнях. Менструальные выделения могут быть заблокированы, что является причиной первичной аменореи. Скопление менструального мусора за перегородкой называется криптоменорея. Некоторые поперечные перегородки неполные и могут привести к диспареунии или обструкции родов.

## См. такжодот
Оолгол8оолш